# Parnass
Der Parnass (neugriechisch Παρνασσός Parnassós, lateinisch Parnasos, Parnasus, Parnassos, Parnassus (m.)) ist ein 2455 m hoher Gebirgsstock in Zentralgriechenland. Am südwestlichen Fuß des Massivs liegt Delphi. Er bietet einen malerischen Rundblick auf Olivenhaine. In der griechischen Mythologie ist der Berg Apollon geweiht und die Heimat der Musen, der Göttinnen der Künste. Deswegen gilt der Parnass in übertragener Bedeutung als Sinnbild und Inbegriff der Lyrik, beziehungsweise der Kunst.

## Mythologie und Nutzung

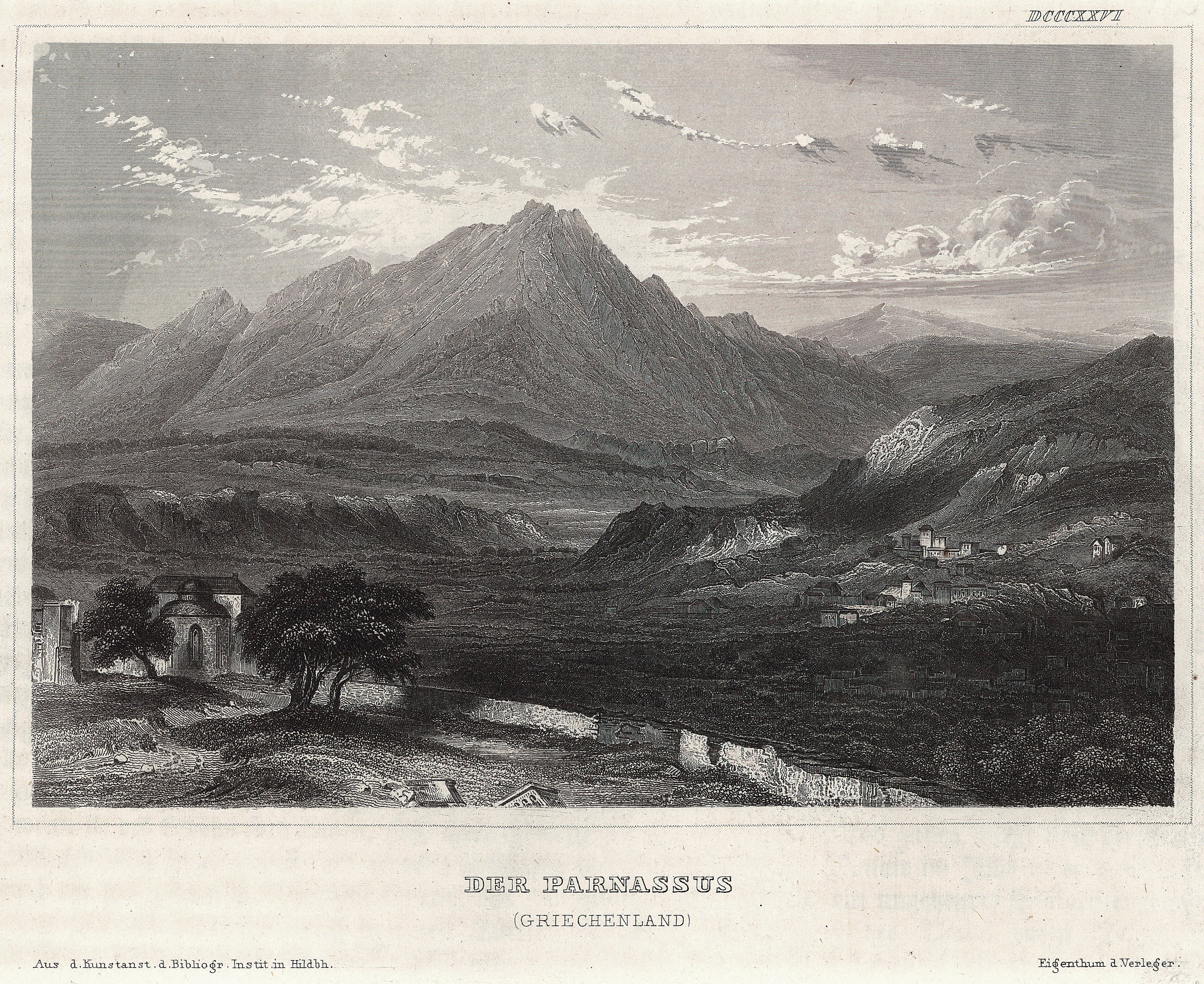
Der Parnass auf einem Stahlstich Mitte des 19. Jh.

Der Berg wurde in der Antike als ‚zweigipflig‘ bezeichnet. Apollon verwundet hier die Schlange Python. Nach der Deukalionischen Flut landen Deukalion und Pyrrha auf dem Parnassos (analog zur Landung der Arche Noahs auf dem Berg Ararat).
Heute ist der Berg ein bekanntes Skigebiet.
Nach dem Berg Parnassos ist in Paris der Montparnasse benannt.

## Gebirgsgipfel
Der höchste Gipfel des Gebirgszugs ist Liakoura (Λιάκουρα) mit 2455 Metern.
Weitere Gipfel sind:
- Tsárkos (Τσάρκος), 2415 m
- Jerontóvrachos (Γεροντόβραχος), 2395 m
- Kalójiros (Καλόγηρος), 2327 m
- Mávra Lithária (Μαύρα Λιθάρια), 2326 m
- Voidomáti (Βοϊδομάτι), 1947 m
- Petrítis (Πετρίτης), 1923 m
- Pyrgákia (Πυργάκια), 1718 m

## Der Parnass als Symbol in der Kunst
Insbesondere bis in das 18. Jahrhundert, aber auch darüber hinaus, war der Parnass als Sitz des Gottes Apoll und der Musen ein häufig verwendetes Thema der bildenden Künste und ein Symbol für Kunst, Musik und Literatur.
Malerei:

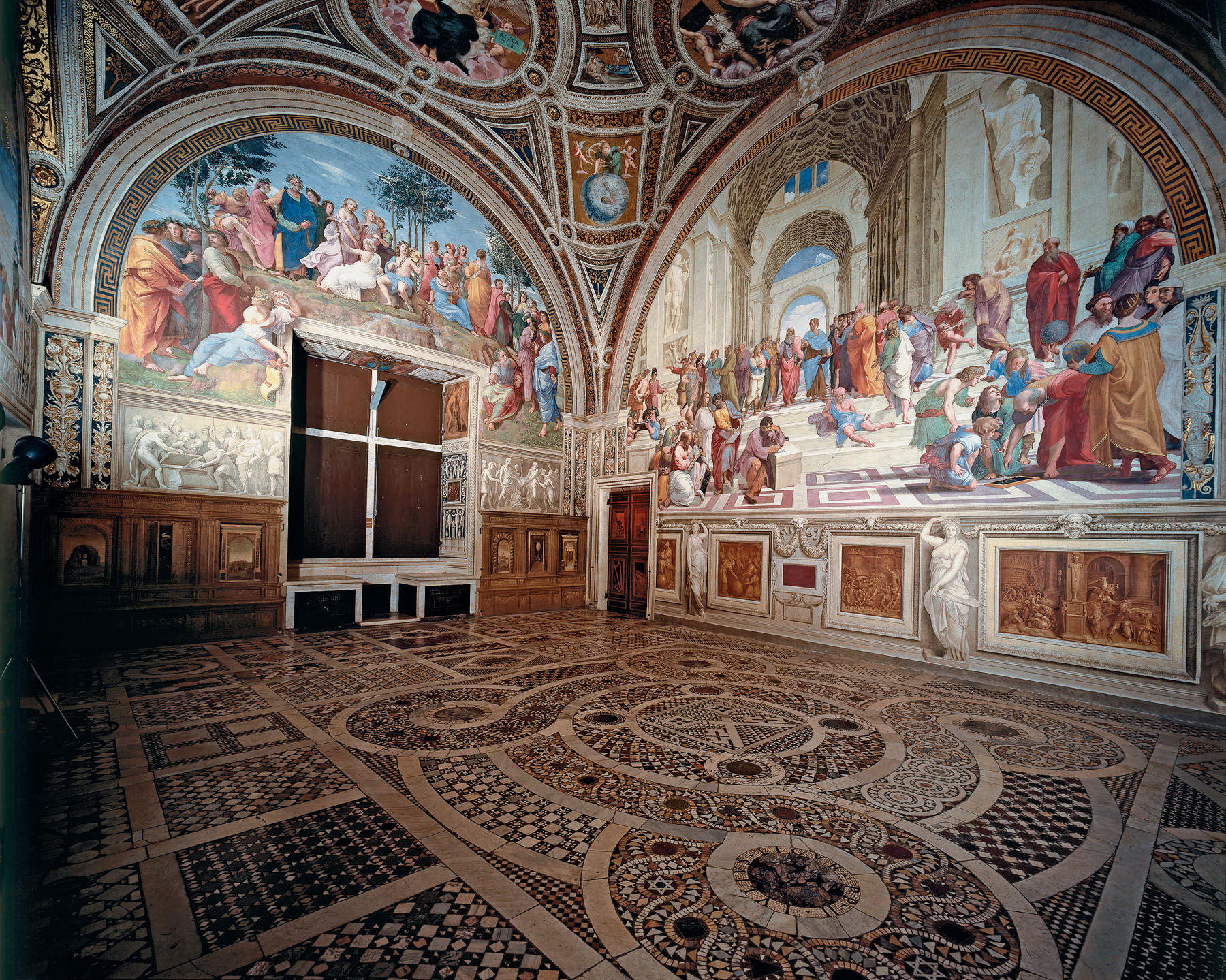
Raffael: Parnass und Die Schule von Athen

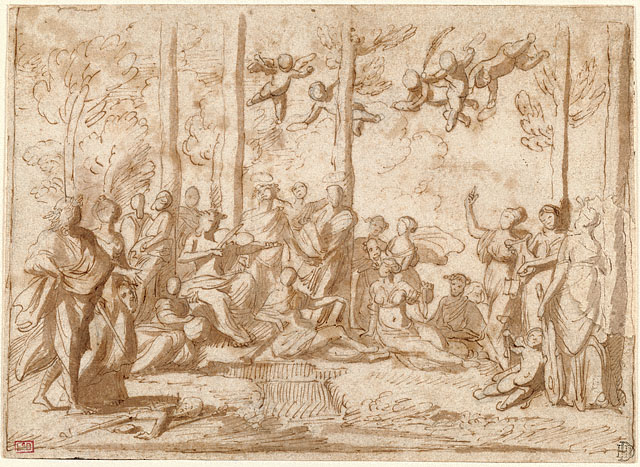
Apollo und die Musen auf Parnassus (Nicolas Poussin, 17. Jahrhundert)

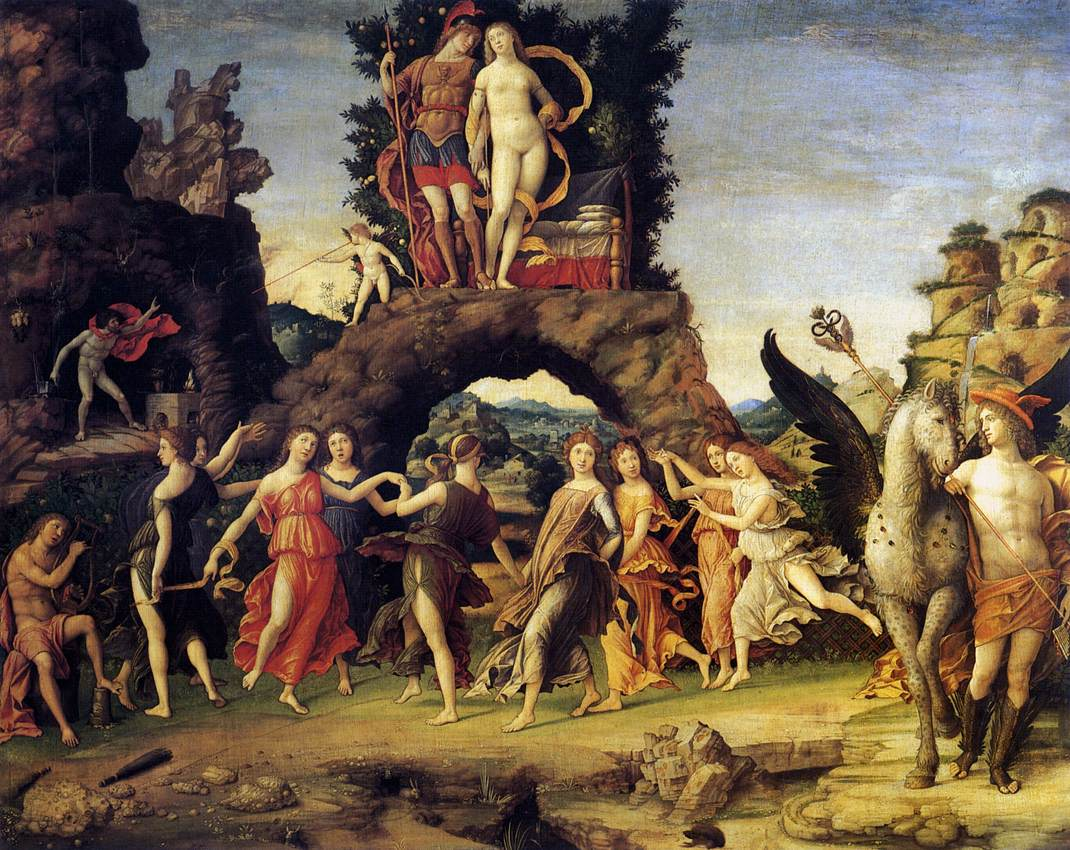
Andrea Mantegna: Der Parnass (1496)

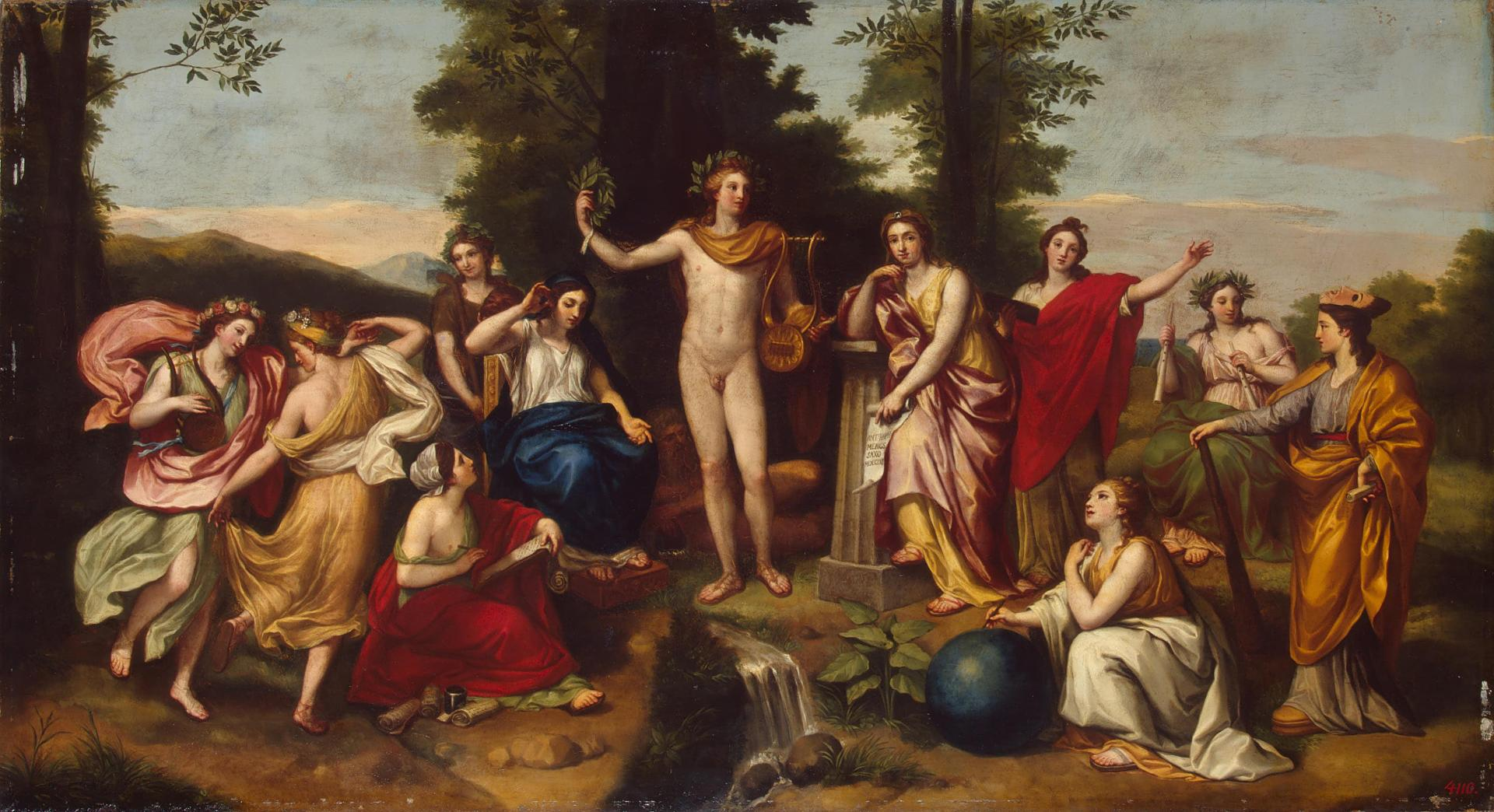
Der Parnass von Anton Raphael Mengs, 18. Jahrhundert

- Parnass (Raffael): ein Fresko Raffaels (1511) in der „Stanza della Segnatura“, wo auch das bekanntere Werk Die Schule von Athen zu finden ist
- Apollo und die Musen auf Parnassos von Nicolas Poussin
- Der Parnass, Gemälde von Andrea Mantegna (1496)
- Der Parnass, Gemälde von Anton Raphael Mengs
- Der Parnass, Gemälde von André Bauchant (1926)[1]
- Ad Parnassum, Gemälde von Paul Klee (um 1932)[2]

Bildhauerei:
- Der Parnassbrunnen in der Calenberger Neustadt in Hannover, für den Hieronymo Sartorio 1671 das Modell lieferte;[3]

Gartenarchitektur:
- Parnass, ein künstlicher Felsen mit Sockeln für die Statuen des Apolls und der Musen in der Eremitage (Bayreuth) aus dem frühen 18. Jahrhundert.
- Der Musenberg Parnass, im Rokokogarten Veitshöchheim, geschaffen 1765 von Ferdinand Tietz. Ein künstlicher Felsen mit Statuen des Apollo, der Musen und des geflügelten Pegasus, errichtet in der Mitte des großen Sees.

Musik:
- Ein einflussreiches musiktheoretisches Lehrwerk im 18. Jahrhundert des Wiener Hofkapellmeisters und Komponisten Johann Joseph Fux trägt den Titel Gradus ad Parnassum („Stufen zum Parnass“ oder „Weg zum Gipfel“). Das Lehrwerk des Kontrapunkts bedeutet im übertragenen Sinn einen bedeutenden künstlerischen Fortschritt bzw. den Schritt des Komponisten hin zur Perfektion.[4] Bei berühmten Kompositionen von Weltrang spricht man von „Gipfelwerk“.
- Der Klavierpädagoge und Komponist Muzio Clementi veröffentlichte 1826 sein bekanntes Etüdenwerk, ebenfalls mit dem Titel Gradus ad Parnassum op. 44, das aus Klavierstücken in ansteigender Schwierigkeit besteht.
- In Richard Wagners Meistersingern besingt Walther von Stolzing in seinem Preislied mehrmals die „Musen des Parnass“.
- Das erste Stück aus Claude Debussys Klaviersuite Children’s Corner (Kinderecke) (1908) trägt den Titel Doctor Gradus ad Parnassum, womit es scherzhaft auf die Vorgängerwerke in der Musikgeschichte Bezug nimmt.
- Der deutsche Komponist Manfred Schmitz veröffentlichte 1965 mit seinem "Jazzparnass" ein Standardwerk für angehende Jazzpianisten, welches auch über die Grenzen hinaus bis heute Popularität genießt.

Literatur:
- Parnassus-Stücke: Drei zwischen 1598 und 1602 anonym erschienene Theaterstücke (Renaissancedramen) The Pilgrimage to Parnassus, The First Part of the Return from Parnassus und The Second Part of the Return from Parnassus. Sie wurden am St John’s College in Cambridge zu Weihnachten aufgeführt.[5]
- El Parnasso Español, monte en dos cumbres dividido, con las nueve musas castellanas. Gedichte des spanischen Dichters Francisco de Quevedo y Villegas (1580–1645), erschienen 1648.[6]
- Évrard Titon du Tillet veröffentlichte 1732 eine Namenssammlung zum Ruhm französischer Poeten und Musiker in seinem Parnasse françois, suivi des Remarques sur la poësie et la musique et sur l’excellence de ces deux beaux-arts avec des observations particulières sur la poësie et la musique françoise et sur nos spectacles,[7]
- Louis-Édme Billardon de Sauvigny gab 1773 in Paris Parnasse des Dames ou choix de pièces de quelques femmes célébres en littérature heraus.[8]
- Le Parnasse contemporain: Eine dreibändige Sammlung von Gedichten, zwischen 1866 und 1876 in Frankreich erschienen

## Verschiedenes
- An der Bahnstrecke Piräus–Thessaloniki befindet sich ein Bahnhof mit der Bezeichnung Parnassos.
- Der 1938 gegründete Alfred-Scherz-Verlag, Bern, gab von 1943 bis 1959 eine Buchreihe unter dem Namen Parnass-Bücherei heraus.
- Seit 1981 erscheint das österreichische Kunstmagazin Parnass.[9]
- Parnassius ist eine artenreiche Gattung innerhalb Schmetterlinge. Der Apollofalter (Parnassius apollo) ist ein bekannter Vertreter.